# بخی آناپات
بخی آناپات (ارمنی: Բեխի անապատ؛ انگلیسی: Bekhi Anapat) یک کلیسا متعلق به کلیسای حواری ارمنی واقع در شهر کاپان، استان سیونیک ارمنستان می‌باشد. ساخت و ساز این ساختمان در سده ۱۰ام میلادی؛ به پایان رسید. این بنا به سبک معماری ارمنی طراحی شده‌است.